# Chiloglanis bifurcus
Chiloglanis bifurcus là một loài cá thuộc họ Mochokidae. Nó là loài đặc hữu của Nam Phi.